# Ministri dei lavori pubblici della Repubblica Italiana
I  ministri dei lavori pubblici della Repubblica Italiana si sono avvicendati dal 1946 al 2001, quando le funzioni del dicastero confluirono nel nuovo Ministero delle infrastrutture e dei trasporti.

## Lista
| Ministro | Ministro         | Ministro                             | Partito                                 | Governo          | Mandato          | Mandato          | Leg.             |
| Ministro | Ministro         | Ministro                             | Partito                                 | Governo          | Inizio           | Fine             | Leg.             |
| --- | ---------------- | ------------------------------------ | --------------------------------------- | ---------------- | ---------------- | ---------------- | ---------------- |
| |                  | Giuseppe Romita (1887-1958)          | Partito Socialista Italiano             | De Gasperi II    | 14 luglio 1946   | 2 febbraio 1947  | AC               |
| |                  | Emilio Sereni (1907-1977)            | Partito Comunista Italiano              | De Gasperi III   | 2 febbraio 1947  | 1º giugno 1947   | AC               |
| |                  | Umberto Tupini (1889-1973)           | Democrazia Cristiana                    | De Gasperi IV    | 1º giugno 1947   | 24 maggio 1948   | AC               |
| De Gasperi V | 24 maggio 1948   | Umberto Tupini (1889-1973)           | Democrazia Cristiana                    | 28 gennaio 1950  | I                |                  |                  |
| |                  | Salvatore Aldisio (1890-1964)        | Democrazia Cristiana                    | De Gasperi VI    | I                | 28 gennaio 1950  | 26 luglio 1951   |
| De Gasperi VII | 26 luglio 1951   | Salvatore Aldisio (1890-1964)        | Democrazia Cristiana                    | 16 luglio 1953   | I                |                  |                  |
| |                  | Giuseppe Spataro (1897-1979)         | Democrazia Cristiana                    | De Gasperi VIII  | 16 luglio 1953   | 17 agosto 1953   | II               |
| |                  | Umberto Merlin (1885-1964)           | Democrazia Cristiana                    | Pella            | 17 agosto 1953   | 19 gennaio 1954  | II               |
| Fanfani I | 19 gennaio 1954  | Umberto Merlin (1885-1964)           | Democrazia Cristiana                    | 10 febbraio 1954 |                  |                  | II               |
| |                  | Giuseppe Romita (1887-1958)          | Partito Socialista Democratico Italiano | Scelba           | 10 febbraio 1954 | 6 luglio 1955    | II               |
| Segni I | 6 luglio 1955    | Giuseppe Romita (1887-1958)          | Partito Socialista Democratico Italiano | 20 maggio 1957   |                  |                  | II               |
| |                  | Giuseppe Togni (1903-1981)           | Democrazia Cristiana                    | Zoli             | 20 maggio 1957   | 2 luglio 1958    | II               |
| Fanfani II | 2 luglio 1958    | Giuseppe Togni (1903-1981)           | Democrazia Cristiana                    | 16 febbraio 1959 | III              |                  |                  |
| Segni II | 16 febbraio 1959 | Giuseppe Togni (1903-1981)           | Democrazia Cristiana                    | 26 marzo 1960    | III              |                  |                  |
| Tambroni | 26 marzo 1960    | Giuseppe Togni (1903-1981)           | Democrazia Cristiana                    | 27 luglio 1960   | III              |                  |                  |
| |                  | Benigno Zaccagnini (1912-1989)       | Democrazia Cristiana                    | Fanfani III      | III              | 27 luglio 1960   | 22 febbraio 1962 |
| |                  | Fiorentino Sullo (1921-2000)         | Democrazia Cristiana                    | Fanfani IV       | III              | 22 febbraio 1962 | 22 giugno 1963   |
| Leone I | 22 giugno 1963   | Fiorentino Sullo (1921-2000)         | Democrazia Cristiana                    | 5 dicembre 1963  | IV               |                  |                  |
| |                  | Giovanni Pieraccini (1918-2017)      | Partito Socialista Italiano             | Moro I           | IV               | 5 dicembre 1963  | 23 luglio 1964   |
| |                  | Giacomo Mancini (1916-2002)          | Partito Socialista Italiano             | Moro II          | IV               | 23 luglio 1964   | 24 febbraio 1966 |
| Moro III | 24 febbraio 1966 | Giacomo Mancini (1916-2002)          | Partito Socialista Italiano             | 25 giugno 1968   | IV               |                  |                  |
| |                  | Lorenzo Natali (1922-1989)           | Democrazia Cristiana                    | Leone II         | 25 giugno 1968   | 13 dicembre 1968 | V                |
| |                  | Giacomo Mancini (1916-2002)          | Partito Socialista Italiano             | Rumor I          | 13 dicembre 1968 | 6 agosto 1969    | V                |
| |                  | Lorenzo Natali (1922-1989)           | Democrazia Cristiana                    | Rumor II         | 6 agosto 1969    | 28 marzo 1970    | V                |
| |                  | Salvatore Lauricella (1922-1996)     | Partito Socialista Italiano             | Rumor III        | 28 marzo 1970    | 6 agosto 1970    | V                |
| Colombo | 6 agosto 1970    | Salvatore Lauricella (1922-1996)     | Partito Socialista Italiano             | 18 febbraio 1972 |                  |                  | V                |
| |                  | Mario Ferrari Aggradi (1916-1997)    | Democrazia Cristiana                    | Andreotti I      | 18 febbraio 1972 | 26 giugno 1972   | V                |
| |                  | Antonino Pietro Gullotti (1922-1989) | Democrazia Cristiana                    | Andreotti II     | 26 giugno 1972   | 8 luglio 1973    | VI               |
| |                  | Salvatore Lauricella (1922-1996)     | Partito Socialista Italiano             | Rumor IV         | 8 luglio 1973    | 15 marzo 1974    | VI               |
| Rumor V | 15 marzo 1974    | Salvatore Lauricella (1922-1996)     | Partito Socialista Italiano             | 23 novembre 1974 |                  |                  | VI               |
| |                  | Pietro Bucalossi (1905-1992)         | Partito Repubblicano Italiano           | Moro IV          | 23 novembre 1974 | 12 febbraio 1976 | VI               |
| |                  | Antonino Pietro Gullotti (1922-1989) | Democrazia Cristiana                    | Moro V           | 12 febbraio 1976 | 30 luglio 1976   | VI               |
| Andreotti III | 30 luglio 1976   | Antonino Pietro Gullotti (1922-1989) | Democrazia Cristiana                    | 13 marzo 1978    | VII              |                  |                  |
| |                  | Gaetano Stammati (1908-2002)         | Democrazia Cristiana                    | Andreotti IV     | VII              | 13 marzo 1978    | 21 marzo 1979    |
| |                  | Francesco Compagna (1921-1982)       | Partito Repubblicano Italiano           | Andreotti V      | VII              | 21 marzo 1979    | 5 agosto 1979    |
| |                  | Franco Nicolazzi (1924-2015)         | Partito Socialista Democratico Italiano | Cossiga I        | 5 agosto 1979    | 4 aprile 1980    | VIII             |
| |                  | Francesco Compagna (1921-1982)       | Partito Repubblicano Italiano           | Cossiga II       | 4 aprile 1980    | 18 ottobre 1980  | VIII             |
| |                  | Franco Nicolazzi (1924-2015)         | Partito Socialista Democratico Italiano | Forlani          | 18 ottobre 1980  | 28 giugno 1981   | VIII             |
| Spadolini I | 28 giugno 1981   | Franco Nicolazzi (1924-2015)         | Partito Socialista Democratico Italiano | 23 agosto 1982   |                  |                  | VIII             |
| Spadolini II | 23 agosto 1982   | Franco Nicolazzi (1924-2015)         | Partito Socialista Democratico Italiano | 1º dicembre 1982 |                  |                  | VIII             |
| Fanfani V | 1º dicembre 1982 | Franco Nicolazzi (1924-2015)         | Partito Socialista Democratico Italiano | 4 agosto 1983    |                  |                  | VIII             |
| Craxi I | 4 agosto 1983    | Franco Nicolazzi (1924-2015)         | Partito Socialista Democratico Italiano | 1º agosto 1986   | IX               |                  |                  |
| Craxi II | 1º agosto 1986   | Franco Nicolazzi (1924-2015)         | Partito Socialista Democratico Italiano | 18 aprile 1987   | IX               |                  |                  |
| |                  | Giuseppe Zamberletti (1933-2019)     | Democrazia Cristiana                    | Fanfani VI       | IX               | 18 aprile 1987   | 29 luglio 1987   |
| |                  | Emilio De Rose (1939-2018)           | Partito Socialista Democratico Italiano | Goria            | 29 luglio 1987   | 13 aprile 1988   | X                |
| |                  | Enrico Ferri (1942-2020)             | Partito Socialista Democratico Italiano | De Mita          | 13 aprile 1988   | 23 luglio 1989   | X                |
| |                  | Giovanni Prandini (1940-2018)        | Democrazia Cristiana                    | Andreotti VI     | 23 luglio 1989   | 13 aprile 1991   | X                |
| Andreotti VII | 13 aprile 1991   | Giovanni Prandini (1940-2018)        | Democrazia Cristiana                    | 28 giugno 1992   |                  |                  | X                |
| |                  | Francesco Merloni (1925-2024)        | Democrazia Cristiana                    | Amato I          | 28 giugno 1992   | 29 aprile 1993   | XI               |
| Ciampi | 29 aprile 1993   | Francesco Merloni (1925-2024)        | Democrazia Cristiana                    | 11 maggio 1994   |                  |                  | XI               |
| |                  | Roberto Maria Radice (1938-2012)     | Forza Italia                            | Berlusconi I     | 11 maggio 1994   | 17 gennaio 1995  | XII              |
| |                  | Paolo Baratta (1939)                 | Indipendente                            | Dini             | 17 gennaio 1995  | 18 maggio 1996   | XII              |
| |                  | Antonio Di Pietro (1950)             | Indipendente                            | Prodi I          | 18 maggio 1996   | 20 novembre 1996 | XIII             |
| |                  | Paolo Costa (1943)                   | Movimento per l'Ulivo                   | Prodi I          | 20 novembre 1996 | 21 ottobre 1998  | XIII             |
| |                  | Enrico Luigi Micheli (1938-2011)     | Partito Popolare Italiano               | D'Alema I        | 21 ottobre 1998  | 22 dicembre 1999 | XIII             |
| |                  | Willer Bordon (1949-2015)            | I Democratici                           | D'Alema II       | 22 dicembre 1999 | 26 aprile 2000   | XIII             |
| |                  | Nerio Nesi (1925-2024)               | Comunisti Italiani                      | Amato II         | 26 aprile 2000   | 11 giugno 2001   | XIII             |
| Nel 2001 il Ministero dei lavori pubblici venne soppresso con la riforma Bassanini. Una parte fu accorpata al nuovo Ministero delle infrastrutture e dei trasporti, e l'altra al Ministero dell'ambiente e della tutela del territorio. |                  |                                      |                                         |                  |                  |                  |                  |